# Ichneumon anonymus
Ichneumon anonymus är en stekelart som beskrevs av Cuvier 1833. Ichneumon anonymus ingår i släktet Ichneumon och familjen brokparasitsteklar. Inga underarter finns listade i Catalogue of Life.